# Kirschenkrieg
Der Kirschenkrieg ist ein Teil des Dreißigjährigen Kriegs, der vom 28. Juni bis 11. Juli 1631 in die Zeit der Kirschernte fiel und in dessen Verlauf ohne größere Gefechte Herzog-Administrator Julius Friedrich von Württemberg gegen die Kaiserlichen kämpfen wollte.

## Vorgeschichte
Nach der Schlacht bei Wimpfen am 6. Mai 1622 lag bis 1625 ligistisches Kriegsvolk als Besatzung in Württemberg. Doch dann verlagerte sich das Kriegsgeschehen. Der kaiserliche Feldherr Wallenstein und Graf Tilly, der Feldhauptmann der Katholischen Liga, unterwarfen Norddeutschland. Die Sache der Protestanten schien verloren. Auf der Höhe seiner Macht erließ Kaiser Ferdinand II. 1629 das Restitutionsedikt. Er verfügte damit, dass alle ehemaligen geistlichen Güter den Katholiken zurückzugeben seien.
Mit der Landung des Schwedenkönigs Gustav Adolf auf Usedom, der sich als Streiter für den Protestantismus ausgab, änderte sich das Bild. In gestärkter Position schlossen die Protestantischen Stände in Leipzig ein Verteidigungsbündnis, worin sie u. a. den Kaiser zur Rücknahme des Restitutionsediktes aufforderten, was den Charakter einer ultimativen Kriegserklärung gleichkam. Die Schweden beantworteten die Politik des Leipziger Konvents ihrerseits mit der Erstürmung von Frankfurt an der Oder im April 1631, der Kaiser wiederum mit der Eroberung und Zerstörung von Magdeburg im Mai 1631.
Herzog Julius Friedrich von Württemberg-Weiltingen, der die Vormundschaft über den noch unmündigen Eberhard III. führte, wurde unterdessen das Direktorium der schwäbischen Kreistruppen übertragen. Im Mai überfiel er die Stadt Wimpfen, wovon er sich weder durch Drohung des Kurfürsten von Bayern noch des Kaisers hatte abhalten lassen. Da andere protestantische Reichsstände (u. a. Baden, die fränkisch-schwäbischen Kreise) mit der Absendung ihrer Kontingente zögerten, verfügte der Herzog, neben dem Landesaufgebot, über lediglich 900 geworbene Reiter und „wenigen Söldnern zu Fuß“.

## Der Kirschenkrieg
Julius Friedrich widersetzte sich der Rückgabe der Klöster, denn er hätte dadurch ein Drittel seines Herzogtums verloren. Der Kaiser beharrte hingegen auf die Durchführung seines Edikts und befahl den Generalfeldzugsmeister der katholischen Liga, Graf Egon VIII. von Fürstenberg, zum Vollzug und ließ ihn, aus Italien herannahend, mit einem 24.000 Mann starken Heer in Schwaben einmarschieren. Julius Friedrich rückte in Richtung Blaubeuren entgegen. Die Grenzen ins Ulmische ließ der Herzog durch die Oberstleutnants Jost Faber und Christof Seybold überwachen.
Am 20. Juni 1631 bezog Graf Egon bei Gögglingen ein Lager und schloss die Reichsstadt Ulm ein. Julius Friedrich war Willens, der eingeschossenen Stadt zur Hilfe zu eilen, sodass die Einnahme der Stadt misslang. Nachdem Graf Egon von Fürstenberg eine Unterredung mit dem Herzog ausschlug und stattdessen mit seinen Truppen vorrückte, ließ Julius Friedrich seine Kräfte nach Kirchheim und schließlich bis nach Tübingen zurückfallen, wo er am 4. Juli seine gesamte Kriegsschar von ungefähr 16.000 Mann sammelte. Auf Anraten der Landstände und Räte, die ahnten, welche schlimmen Folgen eine Auseinandersetzung des „ungeübten“ Bauernheers gegen eine erfahrene und waffentechnisch weit überlegene Streitmacht haben könnte, wurden Abgeordnete ins katholische Lager entsandt. Doch der Graf war sich seiner Überlegenheit wohl bewusst und stellte seinerseits harte Bedingungen.
Da Fürstenberg sich entlang der Donau über die Schwäbische Alb gefährlich der Reichsstadt Reutlingen näherte, bezog der Reutlinger Stadthauptmann Matthes Beger mit 100 Mann eine Schanze auf der Honauer Steige, um den Vormarsch Graf Egons auf Reutlingen zu verhindern. Er beabsichtigte, in Verbindung mit der Kompanie württembergischem Landvolk und 25 Landreitern zu treten, die Erkundungen auf der Alb anstrengten und die dem Kommando Major Konrad Widerholts unterstanden. Wahrscheinlich wurde Beger nicht über die wahre Stärke der Kaiserlichen in Kenntnis gesetzt, denn erst als man die Übermacht erkannte, wurde Beger am 6. Juli nach Reutlingen zurückbeordert, worauf auch Pfullinger Schützen die Schanze räumten und nach Hause zurückkehrten.
Am selben Tag erreichte Egon Münsingen, wo er zwei württembergische Kompanien gefangen nahm. Einen Tag später, am 7. Juli, näherte er sich dem Dorf Holzelfingen, das er plündern ließ. Als man im Tal davon Kenntnis erhielt, besetzte der Pfullinger Keller mit 50 Reutlinger Stadtsoldaten eilends die Honauer Schanze, während Beger mit seiner Mannschaft in Pfullingen verweilte. Das erste Feuergefecht konnten die Verteidiger gegen die kaiserliche Vorhut noch für sich entscheiden und sogar einige Gefangene machen. Als am Abend Major Konrad Widerholt mit 300 württembergischen Musketieren auf der Albsteige bei Eningen eintraf, spitzte sich die Lager dramatisch zu. Gruorn und Münsingen waren von der Masse der Kaiserlichen Truppen überrollt worden und erlitten dasselbe Schicksal wie zuvor Holzelfingen. Aufgrund des „allgemeinen Schreckens“ zogen sich die Reutlinger Soldaten deshalb in die Stadt zurück.
Derweil drängten auch Flüchtlingsströme zu Tal, wo sie sich hinter den Mauern von Urach, Reutlingen und Tübingen Schutz erhofften.
Graf Egon von Fürstenberg konnte nun widerstandslos die Steigen herabziehen. In Eningen plünderten seine Soldaten und stecken mehrere Häuser in Brand. Sogleich wurde die Reichsstadt Reutlingen, wohin sich auch Widerholts Musketiere geflüchtet hatten, durch einen Trompeter zur Übergabe aufgefordert. In der Nacht arbeitete der Magistrat der Stadt emsig an den Verteidigungsmaßnahmen, bis morgens wurde großer Rat gehalten und schließlich beschlossen, der Übergabe einzuwilligen. Widerholt floh mit den Seinen nach Tübingen, wo sich die Streitmacht des Herzogs von Württemberg indes eingefunden hatte. Neben vielen anderen Dörfern wurde besonders dem Reutlinger Flecken Gomaringen übel mitgespielt. Der Ort wurde ausgeplündert und sein 85-jähriger Schultheiß zu Tode gemartert.
Am 10. Juli marschierte Graf Egon von Fürstenberg nach Tübingen ab, wo er sich am Burgholz in Schlachtordnung aufstellte und bis zur Steinlacher Brücke vordrang. Der Herzog hat die Hälfte seiner Truppen auf dem Wörth aufgestellt und die andere in Lustnau positioniert. Noch in der Nacht lud Julius Friedrich den Grafen zu Verhandlungen bei einem Abendessen aufs Tübinger Schloss. Am 11. Juli unterschrieb er die Kapitulation, entließ seine Söldner, schickte das Landesaufgebot nach Hause und entsagte dem Leipziger Bündnis.
So endete der „Kirschenkrieg“ zwar unblutig, brachte dem Land aber wieder eine feindliche Besatzung. Wenn es auch keine Schlacht gab, so wurden dennoch in dieser knapp zweiwöchigen Zeit zahlreiche Dörfer und Städte geplündert, wie weitere Beispiele aus Mössingen, Tübingen und Belsen zeigen. Auch Überreste des Kirschenkrieges sind noch auf der Schwäbischen Alb zu finden. Befestigungsanlagen, geheimnisvolle Gräben und Wälle, einst erbaut im Vorfeld der erwarteten Schlacht im Dreißigjährigen Krieg, sollten dem Schutze der Heimat dienen.